# Fujica

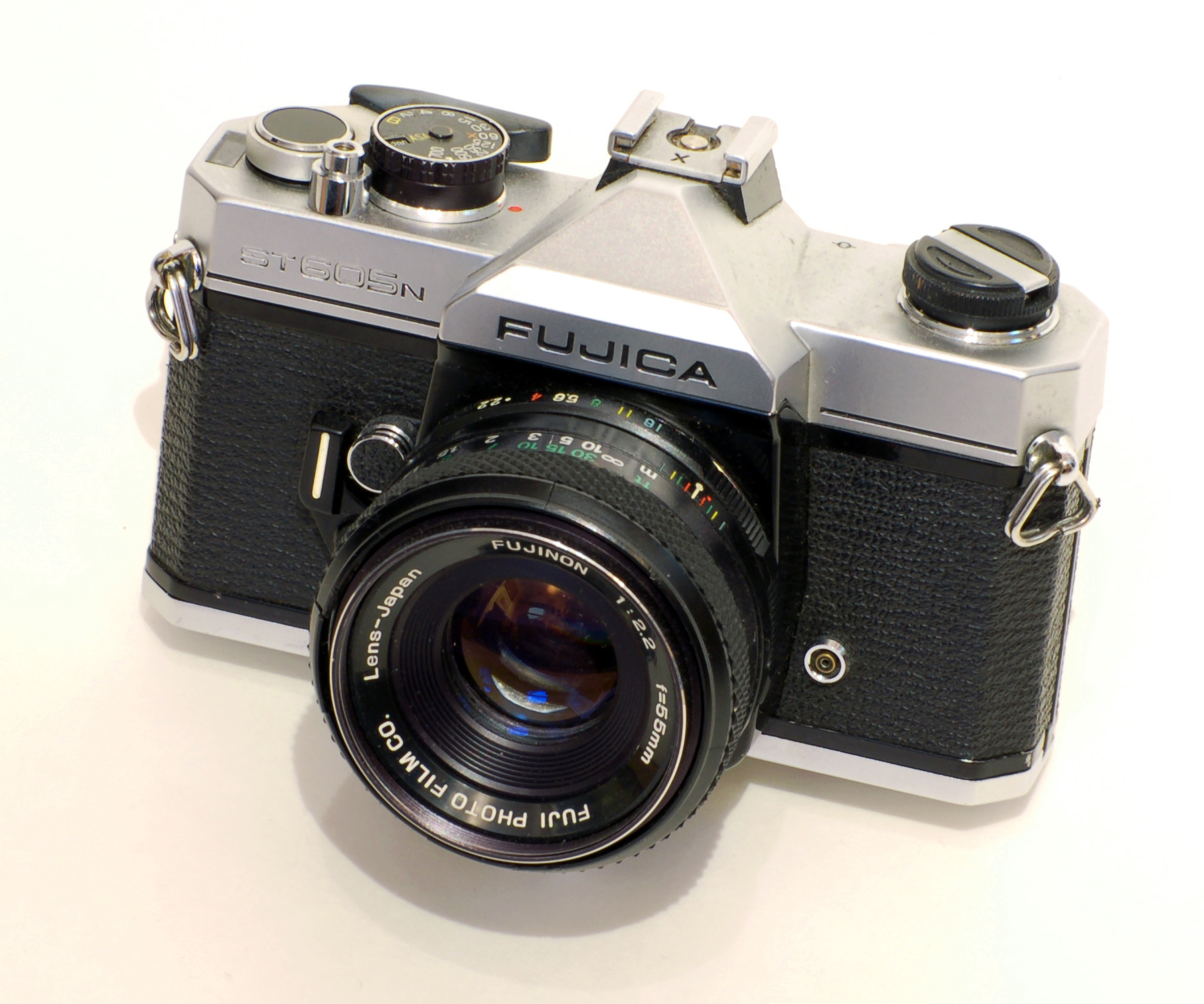
Fujica ST 605

Fujica — серия плёночных фотоаппаратов, выпускавшихся японской компанией Fujifilm.

## История
Компания Fuji начала производство фотоаппаратов в 1948 году с среднеформатной камеры Fujica Six.

## Список фотоаппаратов

### 35 мм однообъективные фотоаппараты
- Fujica STX-2 — 1985
- Fujica AX-1N — 1984
- Fujica STX-1N — 1983
- Fujica AX-1 —	1980
- Fujica AX-3 —	1980
- Fujica AX-5 —	1980
- Fujica STX-1 — 1980
- Flash Fujica II — 1978
- Fujica AZ-1 —	1978
- Fujica ST 605N — 1978
- Fujica ST 705W — 1978
- Fujica ST 705 — 1977
- Fujica ST 701 — 1971
- Fujica ST 601 — 1976
- Fujica ST605 II
- Fujica ST 605 — 1976
- Fujica ST-F — 1975
- Fujica GEr — 1974
- Fujica ST 901 — 1974
- Fujica ST 801 — 1973
- Fujica MPF105X
- Fujica MPF105XN

### 35 мм однообъективные фотоаппараты с фиксированным фокусом

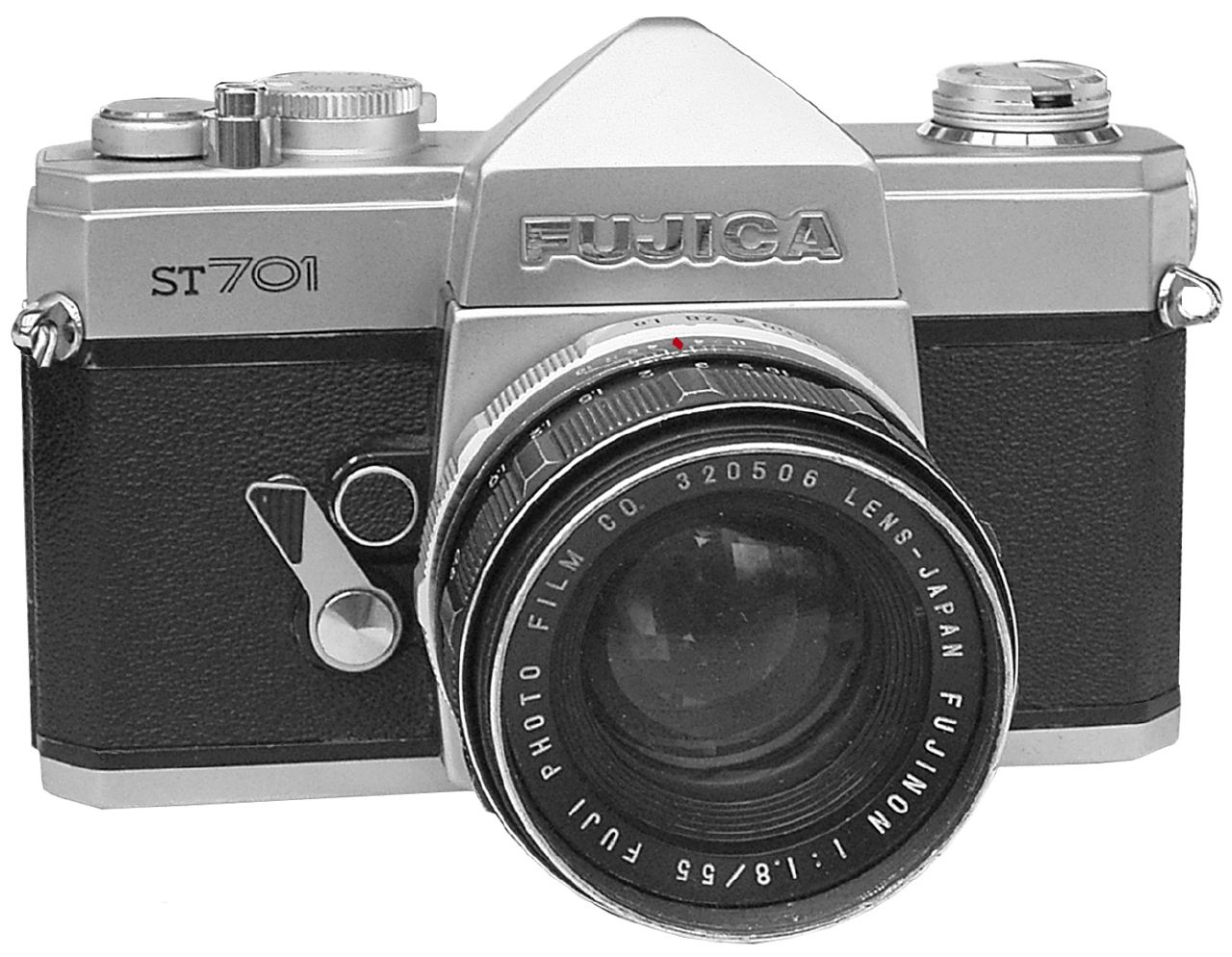
Fujica ST701

- Fujica M1
- Fujica MA1
- Fujica MF
- Fujica PicPAL

### 35 мм шкальные фотоаппараты
- Fujica 35 Automagic
- Fujica Compact 35
- New Fujica Compact 35
- Fujica Light Compact 35
- Fujica 35 FS
- Fujica 35GP
- Fujica GE
- Fujica GA
- Fujica Date
- Flash Fujica
- Flash Fujica Date
- Flash Fujica II
- Flash Fujica S
- Flash Fujica Zoom
- HD-1 Fujica
- HD-S Fujica
- Fujica Auto 5
- Fujica DL-20

### Дальномерные

#### Дальномерные без экспонометра
- Fujica 35M
- Fujica 35ML F2
- Fujica SP

#### С экспонометром
- Fujica 35SE — 1960
- Fujica 35ML F2.8 — 1958

#### С автоматическим экспонометром
- Fujica 35EE — 1961
- Fujica 35 Auto M
- Fujica V2 — 1964
- Fujica Compact D
- Fujica Compact S
- Fujica Light Compact S
- Fujica Compact Deluxe — 1967
- Fujica GER

#### Автофокусные

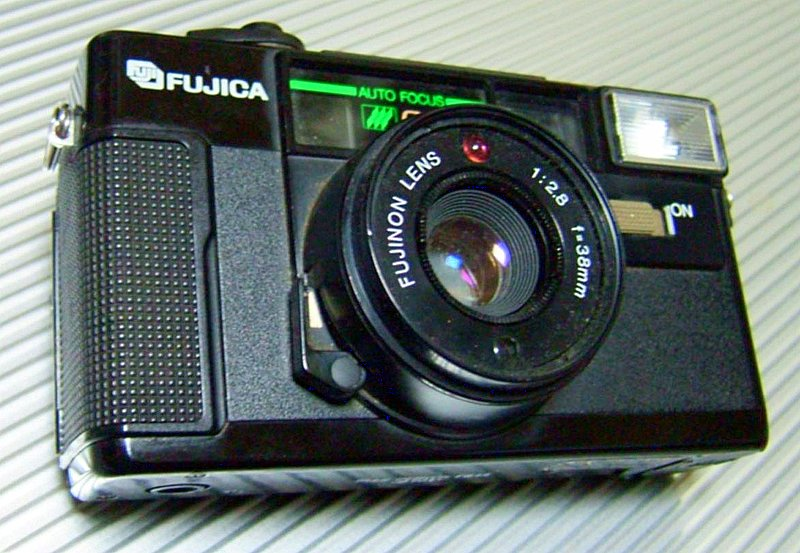
Fujica Auto-7QD

- Flash Fujica AF Date
- Flash Fujica AF
- Fujica Auto 7
- Fujica DL-100

### Среднеформатные фотоаппараты
- Fujica Six II BS — 1950
- Fujica Six I BS — 1948
- Fujica G690 — 1968
- Fujica G690BL
- Fujica GL690 Professional
- Fujica GM670 Professional
- Fujica GW690 Professional
- Fujica GSW690 Professional
- Fujica GS645 Professional
- Fujica GS645W Professional

### Миниатюрные
- Fujica 16 мм SLR
- Fujica 8×11 мм SLR